# Caligula
Caligula — рід метеликів родини Сатурнієві (Saturniidae).

## Назва
Рід названий на честь римського імператора Калігули.

## Поширення
Рід поширений в Індії,  Китаї та  Південно-Східній Азії.

## Види
- Caligula anna (Moore, 1865)
- Caligula boisduvali (Eversmann, 1847)
- Caligula cachara Moore, 1872
- Caligula grotei (Moore, 1858)
- Caligula japonica Moore, 1872
- Caligula jonasi Butler, 1877
- Caligula kitchingi (Brechlin, 2001)
- Caligula lindia Moore, 1865
- Caligula simla (Westwood, 1847)
- Caligula thibeta (Westwood, 1853)